# Weltmeisterschaften im Trampolinturnen 1968
Die 5. Turn-Weltmeisterschaften im Trampolinturnen fanden 1968 in Amersfoort, Niederlande statt.

## Ergebnisse

### Männer Einzel
| Rang | Land                   | Turner            |
| ---- | ---------------------- | ----------------- |
|      | Vereinigte Staaten     | David Jacobs      |
|      | Vereinigtes Königreich | David Curtis      |
|      | Deutschland            | Michael Budenberg |

### Synchron Männer
| Rang | Land                   | Turner                          |
| ---- | ---------------------- | ------------------------------- |
|      | Deutschland            | Klaus Forster Michael Budenberg |
|      | Vereinigtes Königreich | David Curtis Michael Williams   |
|      | Vereinigte Staaten     | Jimmy Yongue Don Waters         |

### Damen Einzel
| Rank | Land               | Turnerin            |
| ---- | ------------------ | ------------------- |
|      | Vereinigte Staaten | Judy Wills          |
|      | Vereinigte Staaten | Vivi Bollinger      |
|      | Südafrika          | Jennifer Liebenberg |

### Synchron Damen
| Rang | Land                   | Turner                          |
| ---- | ---------------------- | ------------------------------- |
|      | Deutschland            | Christa Mohrlang Ute Czech      |
|      | Vereinigtes Königreich | Jane Pullen Diane Bullen        |
|      | Südafrika              | Linda Dinkelmann Charlene Merve |

### Medaillenspiegel
| Rang | Nation                 | Gold | Silber | Bronze | Gesamt |
| ---- | ---------------------- | ---- | ------ | ------ | ------ |
| 1    | Vereinigte Staaten     | 2    | 1      | 1      | 4      |
| 2    | Deutschland            | 2    | -      | 1      | 3      |
| 3    | Vereinigtes Königreich | -    | 3      | -      | 3      |
| 4    | Südafrika              | -    | -      | 2      | 2      |